# شش گلوله (فیلم ۲۰۱۲)
شش گلوله (به انگلیسی: Six Bullets) یک فیلم اکشن، جنایی و دلهره‌آور آمریکایی محصول سال ۲۰۱۲ به کارگردانی ارنی بارباراش، تهیه‌کنندگی براد کرووی با بازی ژان-کلود ون دام، جو فلانیگان، آنا-لوئیس پلومن و شارلوت بومانت است. این فیلم در ۱۱ سپتامبر ۲۰۱۲ به صورت ویدئویی در ایالات متحده منتشر شد. 
این اسم فیلم به ادعایی اشاره دارد که در دنیای قاچاق انسان، جان انسان به قدری ارزان است که می‌توان کودک را با شش گلوله خرید. اگرچه فیلم وضعیت مولداوی در اروپای شرقی را به تصویر می‌کشد و ماجراها قرار است در مولداوی اتفاق بیفتد، از قضا حتی یک صحنه در مولداوی فیلمبرداری نشده است.

## داستان
مزدور کهنه‌کار سامسون گال (ژان کلود ون دام) زمانی که اقداماتش منجر به کشته شدن قربانیان بی‌پناه شد، از جنگ بازنشسته می‌شود، اما اکنون او آخرین امید برای یک پدر ناامید است. اندرو فایدن (جو فلانیگان) رزمی‌کار ترکیبی می‌داند که چگونه مبارزه کند، اما به تنهایی آماده نیست که در خیابان‌های فاسد یک شهر خارجی برای یافتن دختر ربوده شده‌اش حرکت کند. این دو با هم سعی می‌کنند شبکه‌ای از جنایتکاران را که بی‌گناهان را شکار می‌کنند، متوقف کنند.

## بازیگران
- ژان کلود ون دم در نقش سامسون گال
- جو فلانیگان در نقش اندرو فایدن
- آنا-لوئیس پلومن در نقش مونیکا فایدن
- شارلوت بومانت در نقش بکی فایدن
- استیو نیکولسون در نقش بازرس کویتکو
- آوریل امیل پولاک در نقش ولاد
- لوئیس دمپسی در نقش استلو
- مارک لوئیس در نقش بوگدانوف
- کریستوف فن وارنبرگ در نقش سلوین گال
- بیانکا بری در نقش آمالیا
- آندری رونکانو در نقش لوکا
- فلورین بوسویوک در نقش مدیر هتل
- ماتی کالین در نقش ویکتور
- کلستا شانتی هوج در نقش فیونا
- سورین کریستن